# باشگاه فوتبال سرتانسی
باشگاه فوتبال سرتانسی (به پرتغالی: Sertanense Futebol Clube) (تلفظ در پرتغالی: [sɨɾtɐˈnẽsɨ])، که سابقاً (به پرتغالی: Sertanense Foot-ball Club) نامیده می‌شد، یک باشگاه فوتبال پرتغالی مستقر در سیرتا است. در سال ۱۹۳۴ تأسیس شد و در حال حاضر در کامپیوناتو پرتغال بازی و بازی های خانگی را در ورزشگاه دکتر مارکوس دوس سانتوس برگزار می‌کند.

## تاریخچه
سرتانسی، دومین باشگاه بزرگ ورزشی سیرتا در ناحیه کاستلو برانکو، در ۱۷ فوریه ۱۹۳۴ توسط کاسیمیرو فارینیا تأسیس شد و پس از اختصاص بیشتر انرژی خود به ماهیگیری تفریحی و کسب برخی از جام‌های ملی، سرانجام منحصراً به فوتبال روی آورد.
این تیم که دو بار در سال‌های ۱۹۹۸ و ۲۰۰۰ قهرمان منطقه شده بود، برای اولین بار در سال ۲۰۰۹ به سطح سوم فوتبال ملی رسید. در آن تابستان، خوزه بیزارو، دروازه‌بان سابق تیم پرتغال زیر ۲۰ سال - برنده مسابقات قهرمانی جوانان جهان فیفا در سال ۱۹۸۹ - هدایت این تیم را بر عهده گرفت. در آن جام و جام حذفی فصل قبل، این باشگاه با باشگاه لیگ برتری پورتو روبرو شد و در هر دو مورد (یکی در خانه) با نتیجه ۴–۰ شکست خورد.

## افتخارات

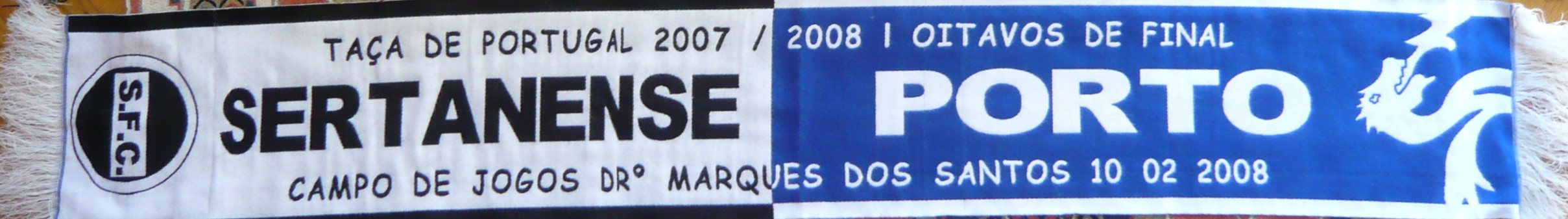
شال یادبود بازی پورتو و سرتانسی برای جام پرتغال در سال 2008

- قهرمانی منطقه کاستلو برانکو
  - قهرمانی (۲): ۸۸–۱۹۸۷، ۲۰۰۰–۱۹۹۹
- ترسرا دیویزائو
  - قهرمانی (۱): ۰۹–۲۰۰۸